# Richard Calwer
Richard Calwer (* 21. Januar 1868 in Esslingen; † 12. Juni 1927 in Berlin) war ein deutscher Journalist, Nationalökonom, Statistiker und zeitweise sozialdemokratischer Politiker.

## Ausbildung und Redakteur
Nach dem Abschluss der Lateinschule (des heutigen Georgii-Gymnasiums Esslingen) studierte Calwer in Tübingen, München und Berlin anfangs Theologie und später Nationalökonomie. Er verließ die Universität aber ohne Abschluss.
1891 trat er in die SPD ein. Im selben Jahr wurde Calwer Redakteur des „Volksblatts“ in Halle. Ein Jahr später war er Redakteur der „Münchener Post“. Danach war er zwischen 1893 und 1894 Redakteur des „Braunschweiger Volksfreundes“ in Braunschweig. Im Jahr 1895 war Calwer Redakteur der „Leipziger Volkszeitung“.
Seither lebte er als Schriftsteller in Berlin und war unter anderem ständiger Mitarbeiter der Sozialistischen Monatshefte und zwischen 1908 und 1912 auch des Correspondenzblatts der Generalkommission der Gewerkschaften. Außerdem war er Dozent bei gewerkschaftlichen Unterrichtskursen und leitete ein eigenes wirtschaftsstatistisches Büro.

## Politik
Calwer war einer der namhaftesten Vertreter des reformistischen beziehungsweise revisionistischen Flügel in der SPD vor dem Ersten Weltkrieg. Allerdings hatte er seine Ansichten weitgehend unabhängig von Eduard Bernstein entwickelt. Neben diesem sowie Ludwig Frank oder Eduard David sprach er sich für eine Annäherung an die bürgerlichen Parteien aus und war bereit, mit diesen unter bestimmten Voraussetzungen in die Regierung einzutreten. Darüber hinaus hat er sich aber auch in antisemitischer Weise geäußert.
Zwischen 1898 und 1903 war er Mitglied des Reichstages für den Reichstagswahlkreis Herzogtum Braunschweig 3 (Holzminden, Gandersheim). Die Kandidaturen in den Jahren 1903 und 1907 scheiterten in der Stichwahl. Weil er innerhalb der Partei seine revisionistischen Ideen offensiv vertrat, geriet er in parteiinterne Konflikte. Daher trat Calwer aus der SPD aus, blieb der sozialdemokratischen Bewegung und insbesondere den Gewerkschaften aber weiterhin eng verbunden.

## Statistiker und Nationalökonom
Calwer war Herausgeber zahlreicher Wirtschaftsjahrbücher (so zwischen 1900 und 1913 „Das Wirtschaftsjahr“) sowie handelspolitischer und statistischer Korrespondenzen wie der „Wirtschaftlichen Tagesberichte.“ 1909 gründete er die Zeitschrift „Die Konjunktur – Wochenschrift für Kapital und Arbeit“ (Verlag für Sprach- und Handelswissenschaft, S. Simon, Berlin), die bis 1923 erschien.
Daneben war er Autor zahlreicher nationalökonomischer und politischer Zeitschriftenbeiträge und Monographien. Dazu gehörte etwa das Buch „Das sozialdemokratische Programm“ von 1914. Calwer plädierte in seinen Schriften ähnlich wie später John Maynard Keynes für antizyklische Maßnahmen zur Bekämpfung der Arbeitslosigkeit und widersprach der These eines zwangsläufigen wirtschaftlichen Zusammenbruches des Kapitalismus wie sie etwa August Bebel vertrat.
Nach seinen Vorstellungen sollte sich die Arbeiterpolitik auf die Gewerkschaften und Genossenschaften konzentrieren. Für die Zentralisierung der letzteren setzte sich Calwer ein. Eine Vergesellschaftung der Produktionsmittel war für ihn nicht unbedingt nötig. Der Übergang zum Sozialismus war für ihn vielmehr eine Frage der Produktivität und der Verteilung.
Wirtschaftspolitisch sah Calwer vor dem Ersten Weltkrieg die USA als den stärksten Konkurrenten Deutschlands und sprach sich für einen europäischen Zollverbund aus. Für die moderne Forschung zur Inflation während des Ersten Weltkrieges und der Nachkriegsjahre ist der „Calwer Index“ der Lebensmittelpreise eine zentrale Datengrundlage.

## Privat
Seine Ehefrau war Gertrud Calwer geborene Gnadenfeld.
Calwer starb durch Suizid. Er und seine Frau töteten sich in ihrer Wohnung durch ausströmendes Gas; als Grund wurden in der Presse „wirtschaftliche Sorgen“ verbreitet. Nachrufe stellten eine starke politische Selbstisolierung durch Kompromisslosigkeit und soziale Vereinsamung fest, so dass er publizistisch und wissenschaftlich immer weniger Wirkung erfuhr und nur ein geringes Einkommen durch Veröffentlichungen erzielte. Das Paar wurde im Krematorium Berlin–Wilmersdorf eingeäschert. Ihre letzte Ruhestätte befindet sich auf dem Südwestkirchhof in Stahnsdorf.
Ihr Sohn hieß Hans Calwer (* 20. Juli 1902 in Berlin–Charlottenburg; † 30. November 1968 in Stuttgart). Er betätigte sich ebenfalls journalistisch und verlegerisch und war bis 1933 Herausgeber der Korrespondenz Politische Briefe, für den der frühere Mitarbeiter seines Vaters Wilhelm Vogel als leitender Redakteur verantwortlich war. Er beantragte nach dem Zweiten Weltkrieg staatliche Wiedergutmachung / Entschädigung „für eine in Berlin zerstörte wissenschaftliche Bibliothek, ein volkswirtschaftliches Archiv, eine statistische Materialsammlung und eine Kartothek“. Später in Stuttgart ansässig, war der Verleger in der Wohltätigkeit bekannt. Er ist Namensgeber der Hans-Calwer-Stiftung für Behindertenhilfe, die in Bad Berleburg und Bad Münster am Stein Erholungsheime der Blindenverbände betreibt. Er schenkte der Württembergischen Landesbibliothek eine wertvolle Sammlung von Pressendrucken.

## Schriften (Auswahl)
- Gebundene Planwirtschaft? Eine Antwort auf die Denkschrift des Reichswirtschafts-Ministeriums. Zeitfragen-Verlag Hermann Kalkoff, Berlin-Zehlendorf-West 1919.
- Produktionspolitik. Zum Wiederaufbau der deutschen Wirtschaft. Zeitfragen-Verlag Hermann Kalkoff, Berlin-Zehlendorf-West 1919. Digitalisat